# 오스틴 라일리
마이클오스틴 라일리(Michael Austin Riley., 1997년 12월 18일 ~ )는 미국의 야구 선수이며, 현재는 메이저리그 애틀랜타 브레이브스의 3루수로 활약하고 있다.

## 아마추어 시절
테네시주 태생인 라일리는 미시시피주로 이주하여 유년 생활을 보냈다. 그리고 그 지역의 데소토 중앙 고등학교 야구팀에 입단하여 투수 겸 3루수로 활약하였다. 고등학교 졸업 후에는 미시시피 주립 대학교에 진학할 예정이었지만, 2015년 메이저리그 신인 드래프트에서 1라운드 41순위로 애틀랜타 브레이브스에 지명이 되자 160만 달러의 계약금을 받는 조건으로 팀에 입단하게 되었다. 

## 선수 경력

### 애틀랜타 브레이브스

#### 마이너리그 시절
애틀랜타 브레이브스에 입단한 라일리는 첫 30경기는 팀의 산하 루키 리그 팀인 걸프 코스트 브레이브스에서 활동하였고, 이후에는 아팔리치안 리그 소속의 댄빌 브레이브스에서 30경기를 소화하였다. 이듬해인 2016년에는 싱글A 팀인 롬 브레이브스에서 활동하였고, 129경기에 출장하여 0.271의 타율과 20홈런, 그리고 80개의 타점을 기록하였다. 2017년에는 시즌 개막을 앞둔 스프링캠프에서 초청 선수 신분으로 참여하였고, 시즌 개막 후에는 상위 싱글A 팀인 플로리다 파이어 프록스와 더블A 팀인 미시시피 브레이브스에서 활약하였다. 잠재력을 인정 받은 라일리는 2018년 스프링캠프에서도 초청 선수 신분으로 참여하였고, 메이저리그 공식 사이트 기준 전체 유망주 랭킹에서 97위를 차지하였다. 2018년 시즌 개막 후에는 더블A 팀인 미시시피 브레이브스에서  27경기에 출장하여 0.333의 타율과 6홈런과 20개의 타점을 기록하는 등 뛰어난 활약을 하였고, 그에 따라 트리플A 팀인 그위닛 스트라이퍼스로 승격되었다. 그리고 75경기에 출장하여 0.282의 타율과 12홈런, 47개의 타점을 기록하였다.

#### 2019년
2019년 시즌은 그위닛 스트라이퍼스에서 시작하였지만, 5월 15일에 세인트루이스 카디널스를 앞두고 엔더 인시아테가 부상을 당하면서 메이저리그로 콜업 되었다. 그리고 그 경기에 6번타자 겸 좌익수로 선발 출장하면서 메이저리그 데뷔전을 가졌고, 두 번째 타석에서 마이클 와카를 상대로 데뷔 첫 안타와 첫 홈런을 동시에 기록하였다. 그렇게 5월에만 15경기에 출장하여 0.356의 타율과 7개의 홈런을 기록하는 등 뛰어난 활약을 한 결과 내셔널 리그 5월 이달의 신인 상을 수상하였다. 그렇게 메이저리그에서 꾸준히 활약하던 라일리는 8월 8일에 오른 무릎 염좌로 인해 부상자 명단에 등재되었고, 9월 6일에 복귀하였다. 이 시즌에는 80경기에 출장하여 0.226의 타율과 18개의 홈런, 49개의 타점을 기록하였다.

#### 2020년
코로나19로 인해 치러진 2020년 60경기 단축 시즌에서는 팀이 치렀던 60경기 중 46경기에서 주 포지션인 3루수로 출전하였다. 하지만 6개의 실책과 함께 DRS(평균적인 선수에 비해 한 선수가 팀을 수비에서 구하거나 희생 시킨 득점의 수)에서 -10을 기록하는 등 아쉬운 수비를 보여주었다. 팀이 포스트시즌에 진출한 후에는 내셔널 리그 디비전 시리즈에서는 3경기에 출전하여 0.333의 타율을 기록하기도 하였지만, 내셔널 리그 챔피언십 시리즈에서는 7경기에 출장하여 0.143의 타율을 기록하는 등 부진하였다. 또한 소속팀인 애틀랜타 브레이브스도 로스앤젤레스 다저스에 3승 4패로 탈락하였다.

#### 2021년
2021년 시즌에는 타격 잠재력이 만개하여 160경기에 출전하여 0.303의 타율과 33홈런, 그리고 107개의 타점을 기록하면서 프레디 프리먼, 오지 알비스 등과 함께 팀 타선을 이끌었다. 포스트시즌에 진출한 후에도 팀이 치른 16경기에 출전하여 0.277의 타율과 2홈런 8타점을 기록하는 등 좋은 활약을 펼쳤다. 특히 월드 시리즈에서는 6경기에서 0.320의 타율과 3타점을 기록하는 등 좋은 활약을 하면서 팀의 26년만의 월드 시리즈 우승을 이끌었다. 이러한 활약을 인정받아 시즌 종료 후에는 내셔널 리그 MVP 투표에서 7위를 차지하였고, 통산 첫 내셔널 리그 실버슬러거를 수상하였다. 

#### 2022년
2022년 시즌을 앞두고 소속팀인 애틀랜타 브레이브스와 연봉 합의에 실패하면서 연봉 조정에 들어갔고, 395만 달러에 계약을 체결하였다. 시즌 개막 후에는 전반기 동안 92경기에 출전하여 0.285의 타율과 27개의 홈런, 61개의 타점을 기록하는 등 좋은 활약을 하였고, 생애 첫 올스타에 선정되었다. 또한 8월 1일에 소속팀과 10년 2억 1200만 달러의 연장 계약을 체결하였다. 하지만 8월 이후에는 0.224의 타율을 기록하는 등 페이스가 떨어지는 모습을 보였고, 최종적으로는 159경기에 출전하여 0.273의 타율과 38홈런, 93타점을 기록하였다. 또한 소속팀인 애틀랜타 브레이브스도 뉴욕 메츠와의 경쟁 끝에 내셔널 리그 동부 지구 1위를 차지하였다. 포스트시즌에 진출한 후에는 내셔널 리그 디비전 시리즈에서 4경기에 출전하여 0.167의 타율을 기록하는 등 부진하였고, 애틀랜타 브레이브스도 필라델피아 필리스에 1승 3패로 탈락하면서 시즌을 마감하였다. 시즌 종료 후에는 시즌 성적, 소속팀이 지구 1위를 차지하는 데 기여한 공로 등을 인정 받아 내셔널 리그 MVP 투표에서 6위를 차지하였다.

## 수상 경력
- 내셔널 리그 실버슬러거 3루수 부문 2회 (2021년, 2023년)
- 내셔널 리그 올스타 2회 (2022년, 2023년)

## 연도별 타격 성적
| 연 도  | 소 속 | 경 기 | 타 석 | 타 수 | 득 점 | 안 타 | 2 루 타 | 3 루 타 | 홈 런 | 루 타 | 타 점 | 도 루 | 도 루 자 | 희 생 번 | 희 생 플 | 볼 넷 | 고 4 | 사 구 | 삼 진 | 병 살 타 | 타 율 | 출 루 율 | 장 타 율 | O P S |
| ------ | ----- | ----- | ----- | ----- | ----- | ----- | ------- | ------- | ----- | ----- | ----- | ----- | -------- | -------- | -------- | ----- | ---- | ----- | ----- | -------- | ----- | -------- | -------- | ----- |
| 2019년 | ATL   | 80    | 297   | 274   | 41    | 62    | 11      | 1       | 18    | 129   | 49    | 0     | 2        | 0        | 2        | 16    | 3    | 5     | 108   | 4        | .226  | .279     | .471     | .750  |
| 2020년 | ATL   | 51    | 206   | 188   | 24    | 45    | 7       | 1       | 8     | 78    | 27    | 0     | 0        | 0        | 1        | 16    | 1    | 1     | 49    | 5        | .239  | .301     | .415     | .716  |
| 2021년 | ATL   | 160   | 662   | 590   | 91    | 179   | 33      | 1       | 33    | 313   | 107   | 0     | 1        | 0        | 8        | 52    | 2    | 12    | 168   | 11       | .303  | .367     | .531     | .898  |
| 2022년 | ATL   | 159   | 693   | 615   | 90    | 168   | 39      | 2       | 38    | 325   | 93    | 2     | 0        | 0        | 4        | 57    | 1    | 17    | 168   | 13       | .273  | .349     | .528     | .878  |
| 통산   | 4시즌 | 450   | 1858  | 1667  | 246   | 454   | 90      | 5       | 97    | 845   | 276   | 2     | 3        | 0        | 15       | 141   | 7    | 35    | 493   | 33       | .272  | .339     | .507     | .846  |

- 2022년 기준, 굵은 글씨는 시즌 최고 성적.